# Kisciklény
Kisciklény (németül: Kleinzicken, horvátul: Mali Cikljin) Nagyszentmihály településrésze, egykor önálló község Ausztriában Burgenland tartományban a Felsőőri járásban.

## Fekvése
Felsőőrtől 15 km-re délkeletre fekszik.

## Története
A települést 1560 körül alapították, amikor a vlach jog alapján horvátokkal telepítették be. Az Erdődyek vörösvári uradalmához tartozott. Első írásos említése csak 1697-ben történt "Kleinzitten" alakban. Az idők folyamán teljesen egybeépült a szomszédos Kisszentmihállyal.
Vályi András szerint "Kis Cziklin, Klein Czikken. Horvát falu Vas Vármegyében, földes Ura Gróf Erdődy Uraság, lakosai katolikusok, fekszik Cziklin vize mellett, Szalonakhoz más fél mértföldnyire, határja néhol soványos, fája elegendő, földgye homokos, és köves is, második Osztálybéli."
Fényes Elek szerint "Kis-Cziklin, horvát falu, Vas vgyében, gr. Erdődy György gyepüfüzesi uradalmában. 120 kath. lak."
Vas vármegye monográfiája szerint "Kis-Cziklin, kis falu, 23 házzal és 140 r. kath., németajkú lakossal. Postája és távírója Német-Szt.-Mihály."

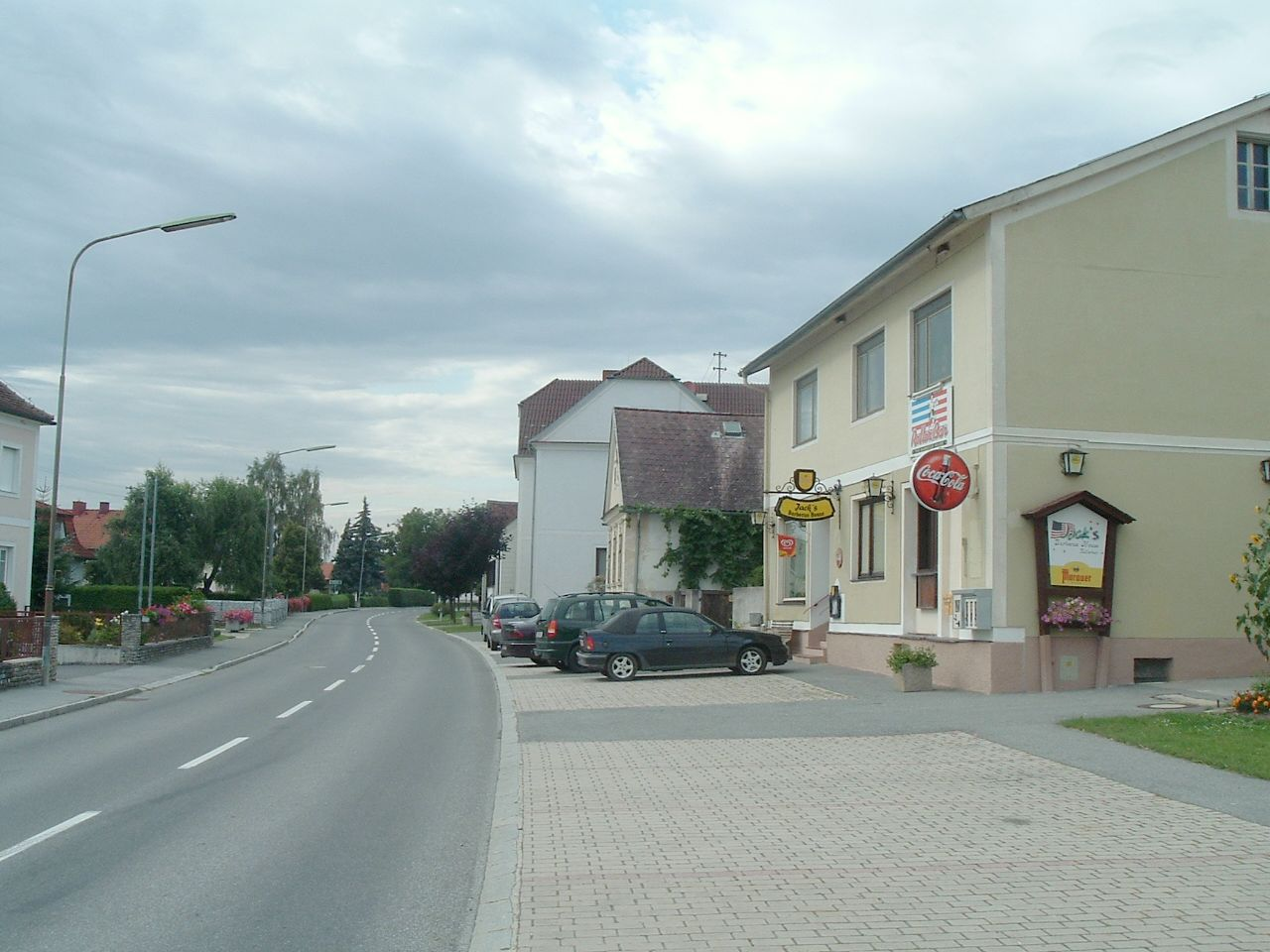
Utcarészlet

1910-ben 136, túlnyomórészt német lakosa volt. A trianoni békeszerződésig Vas vármegye Felsőőri járásához tartozott. 1921-ben Ausztria Burgenland tartományának része lett. A településnek évszázadokig csak fa haranglába volt, amíg 1951-re felépült az új katolikus templom.  1971-ben közigazgatásilag Nagyszentmihály része lett és ma is hozzá tartozik.

## Nevezetességei
- Szent Anna tiszteletére szentelt római katolikus temploma 1949 és 1951 között épült. Oltárképe a Batthyányak pinkafői kastélyából származik.
- A világháborús emlékművet 1953-ban építették.